# گای برنت
گای برنِـت (انگلیسی: Guy Burnet؛ زادهٔ ۸ اوت ۱۹۸۳) بازیگر اهل بریتانیا است.
از فیلم‌ها یا برنامه‌های تلویزیونی که وی در آن نقش داشته‌است می‌توان به موردکای، لوستر، خوک، آوازخوان حرفه‌ای ۳، آشر، هالیوکس، ری داناوان، عصر قهرمانان، دو جک و همتا اشاره کرد.